# Franziska Mann (Schriftstellerin)

Franziska Mann (um 1906)

Franziska Mann geb. Hirschfeld (geb. am 9. Juni 1859 in Kolberg; gest. am 8. Dezember 1927 in Berlin) war eine deutsche Schriftstellerin, die sich neben ihrem literarischen Werk auch pazifistisch und gesellschaftspolitisch engagierte. Insbesondere setzte sie sich für die Rechte von Frauen ein.

## Leben und Werk
Franziska Hirschfeld wurde am 9. Juni 1859 in Kolberg (heute Kołobrzeg, Polen) als zweites Kind in eine jüdische Familie geboren. Ihre Eltern waren der Arzt Hermann Hirschfeld (1825–1885), der für seine Verdienste im Sanitätsdienst während des Deutsch-Französischen Krieges zum Sanitätsrat ernannt wurde. und dessen Frau Friederike (geb. Mann, 1836–1905). Einer ihrer jüngeren Brüder war der Arzt und Sexualwissenschaftler Magnus Hirschfeld.
Franziska Hirschfeld heiratete 1877 den Kaufmann Moritz Mann (1846–1922), einen ihrer Onkel mütterlicherseits, der 13 Jahre älter als sie selbst war, und wurde Mutter dreier Söhne. Die Ehe zwischen Franziska und Moritz Mann war gleichwohl nicht besonders glücklich.
Nach einem mehrjährigen Aufenthalt in Stettin (heute Szczecin, Polen) zog die Familie 1888 nach Berlin, wo Moritz Mann fortan das Passage-Hotel in der Behrenstraße 52, Ecke Friedrichstraße, betrieb. Franziska Mann unterstützte ihren Ehemann dabei und kümmerte sich um die Gäste. Im Übrigen hielt sie sich oft in einem „Stübchen“ in den unteren Etagen des Hotels auf, um ihrem schriftstellerischen Werk nachzugehen.
Franziska Mann schrieb zahlreiche Erzählungen und meist kleinere Romane, die zu ihrer Zeit für einige Aufmerksamkeit sorgten. Insgesamt legte sie mehr als zwanzig eigenständige Publikationen vor, ihr Werk ist heute aber weitgehend vergessen. Franziska Manns literarisches Debüt war die Erzählung Könige ohne Land (1903), in der die Autorin sich mit dem Schicksal einer Frau auseinandersetzte, die ihr Leben allein und ganz auf sich gestellt meistern muss. Als eins ihrer persönlichsten Werke gilt der Roman Vom Mädchen mit dem singenden Herzen (1904), und in Anspielung auf diesen Titel ist Franziska Mann später selbst oft als die „Frau mit dem singenden Herzen“ bezeichnet worden.
Franziska Mann starb am 8. Dezember 1927 und wurde neben ihrem fünf Jahre zuvor verstorbenen Ehemann auf dem Jüdischen Friedhof in Berlin-Weißensee beigesetzt (Feld F5, Reihe 27, Nr. 61452 und 74780).

## Gesellschaftspolitisches Engagement und Umfeld
Franziska Mann engagierte sich auch gesundheitspolitisch, pazifistisch, humanitär und emanzipatorisch, wobei ihr Interesse vornehmlich Frauen und Kindern galt. Um 1904 gehörte sie dem Beirat des Charlottenburger „Verbandes zum Schutze für Nichtraucher“ an. Während des Ersten Weltkrieges betätigte sie sich in der Fürsorge für alleinstehende und verarmte Frauen, und ab 1921 richtete sie zusammen mit der befreundeten Dichterin Lucy Abels-Avellis (1874–1938) Unterhaltungsabende für Frauen des Mittelstandes aus.
Ihren wohl nachhaltigsten Beitrag für die Rechte von Frauen leistete Franziska Mann zusammen mit ihrem Bruder Magnus Hirschfeld. 1918 veröffentlichten beide eine Broschüre unter dem Titel „Was jede Frau vom Wahlrecht wissen muß!“, die zukünftige Erstwählerinnen auf ihr neues Recht vorbereiten sollte. In Deutschland wurde das gleiche Wahlrecht für volljährige Männer und Frauen 1919 erstmals realisiert.
Franziska Mann verehrte die Schriftstellerin und Frauenrechtlerin Hedwig Dohm, mit der sie im persönlichen Austausch stand, und war unter anderem mit Anna Plothow, der Redakteurin der „Frauenrundschau“ der Tageszeitung Berliner Tageblatt befreundet. Zu ihrem privaten Umfeld gehörten auch die schwedische Sozialreformerin Ellen Key, die Pensionsinhaberin und Fotografin Margarete Schurgast (1871–1947) und Schriftstellerinnen wie Minna Cauer, Elisabeth Dauthendey, Gabriele Reuter und Amalie Falke von Lilienstein, mit denen sie unter anderem rege Briefwechsel führte. Einer ihrer engsten männlichen Freunde war der homosexuelle Impresario Ajo Wiese (eigentlich August Carl Wiese, 1866–1917), der in einer engen Beziehung zu dem österreichisch-slowenischen Opernsänger Franz Naval stand.

## Nachlass
Der Nachlass von Franziska Mann muss heute als verschollen gelten, jedoch führt die Berliner Magnus-Hirschfeld-Gesellschaft einzelne erhaltene Briefe Franziska Manns sowie andere Zeugnisse zu deren Leben und Umfeld in ihrer Sammlung.

## Werke (Auswahl)
- 1903 Könige ohne Land (Erzählung). Leipzig: Verlag der Frauen-Rundschau.
- 1903 Alte Mädchen (Erzählungen). Leipzig: Verlag der Frauen-Rundschau.
- 1904 Vom Mädchen mit dem singenden Herzen. Berlin, Leipzig: Verlag von Hermann Seemann Nachfolger.
- 1909 Von Kindern. Berlin-Charlottenburg: Axel Juncker Verlag.
- 1912 Frau Sophie und ihre Kinder. Frankfurt a. M.: Rütten & Loening.
- 1918 (zusammen mit Magnus Hirschfeld) Was jede Frau vom Wahlrecht wissen muß! Berlin: Alfred Pulvermacher.
- 1919 Der Schäfer. Eine Geschichte aus der Stille (Juncker-Bücher, 3). Berlin: Axel Juncker Verlag.
- 1921 Den Erwachenden. Aus dunkler Gegenwart in hellere Zukunft. Berlin: Edition Jacobi Verlags-AG.
- 1921 Flug ins Kinderland. Ein Buch für Große. Berlin: Edition Jacobi Verlags-AG.
- 1922 Die Stufe. Fragment einer Liebe. Berlin: Mosaik Verlag.